# 北川奈半利道路
北川奈半利道路（きたがわなはりどうろ）とは、地域高規格道路阿南安芸自動車道のうち、高知県安芸郡北川村崎山から高知県安芸郡奈半利町芝崎に至る総延長5.0 kmの国道493号の自動車専用道路である。
その内、柏木IC - 野友IC間の3.7 kmが2003年3月1日に地域高規格道路としては四国では初めて開通した。その後2010年8月20日野友IC - 芝崎IC間開通をもって全線開通した。将来的には前後の北川道路、奈半利安田道路などと一体となり徳島県阿南市方面へ向けて、高知県室戸市方面への国道55号のショートカットの手段となる予定。

## 概要
- 起点 : 高知県安芸郡北川村崎山
- 終点 : 高知県安芸郡奈半利町芝崎
- 規格 : 第1種第3級

## 位置関係
阿南安芸自動車道
（阿南市・甲浦） - 北川道路（仮称） -　 北川奈半利道路  -　奈半利安芸道路 - 安芸道路 - （安芸市・高知市）

## インターチェンジ
- 全線高知県安芸郡に所在。
- IC番号欄の背景色が■である部分については道路が開通済みの区間を示している。また、施設名欄の背景色が■である部分は施設が供用開始されていない、又は完成していない事を示す。なお、未開通区間の名称は仮称である。
- BS（バス停留所）のうち、○は運用中、◆は休止中の施設。無印はBSなし。
- 英略字は以下の項目を示す。
IC : インターチェンジ、JCT : ジャンクション、SA : サービスエリア、PA : パーキングエリア、TB : 本線料金所、BS : バスストップ、TN : トンネル

| IC 番号                                      | 施設名                                 | 接続路線名                             | 起点 から （km）                       | 終点 から （km）                       | BS                                     | 備考                                                      | 所在地                                 | 所在地 |
| 阿南安芸自動車道（北川道路）に接続予定       | 阿南安芸自動車道（北川道路）に接続予定 | 阿南安芸自動車道（北川道路）に接続予定 | 阿南安芸自動車道（北川道路）に接続予定 | 阿南安芸自動車道（北川道路）に接続予定 | 阿南安芸自動車道（北川道路）に接続予定 | 阿南安芸自動車道（北川道路）に接続予定                    | 阿南安芸自動車道（北川道路）に接続予定 |        |
| -------------------------------------------- | -------------------------------------- | -------------------------------------- | -------------------------------------- | -------------------------------------- | -------------------------------------- | --------------------------------------------------------- | -------------------------------------- | ------ |
|                                              | 柏木IC                                 | 国道493号（現道）                      | 0.0                                    | 5.0                                    |                                        |                                                           | 北川村                                 |        |
|                                              | 野友IC                                 | 国道493号（現道）                      | 3.7                                    | 1.3                                    |                                        |                                                           | 北川村                                 |        |
|                                              | 芝崎IC                                 | 国道493号（現道）                      | 5.0                                    | 0.0                                    |                                        | 奈半利 - 安芸区間開通後に「奈半利IC」に改称する可能性あり | 奈半利町                               |        |
| 阿南安芸自動車道（奈半利安芸道路）に接続予定 |                                        |                                        |                                        |                                        |                                        |                                                           |                                        |        |

## 歴史
- 2003年（平成15年）3月1日 : 柏木IC - 野友IC間開通
- 2010年（平成22年）8月20日 : 野友IC - 芝崎IC間開通に伴い全線開通

## 通過市町村
- 高知県
  - 安芸郡北川村 - 安芸郡奈半利町

## トンネル

### 柏木IC - 野友IC
- 長山トンネル（514 m）
- 久府付トンネル（487 m）

### 野友IC - 芝崎IC
- 車瀬トンネル（294 m）

## 橋梁

### 柏木IC - 野友IC
- 柏木大橋（220 m）
- 長山大橋（227 m）
- 野友大橋（437 m）

※ いずれも、奈半利川を横断する。

### 野友IC-芝崎IC
※ この区間は河川を一切横断しない為、橋梁は無い。